# Yulexy Angulo
Yulexy Angulo es una deportista ecuatoriana nacida en Machala que actualmente tiene 19 años. Se dio a conocer como mejor deportista en lanzamiento de jabalina en el año 2018, por la federación deportiva del Oro.

## Biografía
Yulexy Anahí Angulo Bonilla nació 1 de febrero de 2001, en una familia corta conformada por su madre y su hermano mayor. Incursionó en el atletismo desde los 11 años cuando estudió en la escuela de Educación Básica Víctor Moreno, donde su profesor de educación física fue quien motivó a sus alumnas a que practican deporte. Antes de dedicarse al atletismo, practicó otros deportes. De niña jugaba al fútbol junto con sus compañeras de colegio.

### Inicios
El profesor creó una escuela de atletismo en donde les hacía practicar para luego competir con los jóvenes de la federación, de la cual Yulexy también pertenecería a este. La campeona no toma el deporte a la ligera pues dijo haber elegido el deporte como su profesión y pasión.

### Inspiraciones
La deportista expresó que su inspiración es su familia. “Todo se lo debe a Dios y su madre, quien siempre le apoyó y lo sigue haciendo incondicionalmente”. Comentó que se siente agradecida por la confianza, dirección y dedicación de sus entrenadores Julio Figueroa, Flavio Corozo y Johon Davis. Además indicó que la participación femenina en el deporte tuvo cambios positivos porque ahora la mujer tiene más actividades en las distintas prácticas deportivas y dejaron de lado el estereotipo ya que ambos géneros rinden lo mismo.

## Historial Deportivo
La atleta fue dirigida por Flavio Corozo, llegó a los Juegos Olímpicos de la Juventud como líder del ‘ranking’ sudamericano. Previamente se entrenó en Polonia y Alemania. En el Sudamericano Sub-23 de Cuenca, impuso récord sudamericano Sub-18 con jabalina de 600 gramos, lanzando 54 metros y 95 centímetros.
En el año 2017 ganó su primera medalla de oro en el XIX Campeonato Panamericano de Atletismo Sub-20, que se realizó en Trujillo, Perú. Con el lanzamiento de jabalina, logró posicionarse en el primer lugar con una distancia de 52,30 metros en uno de sus intentos y con ello obtuvo la presea de oro. En el año 2018 Angulo ganó la medalla de oro en lanzamiento de jabalina en el Sudamericano Sub-18 de Atletismo que arrancó dio inicios en Cuenca. A la edad de 18 años Ángulo obtuvo la medalla de plata con su participación en los III Juegos Olímpicos de la Juventud que fueron realizados en Buenos Aires, Argentina. En julio de 2019, Yulexy Angulo ganó la medalla de oro en la prueba de lanzamiento de la jabalina (600 gramos) del Panamericano Sub-20 de Atletismo, San José. Costa Rica.